# Vederfølner
Vederfølner är en dansk, nationalkonservativ politisk förening, uppkallad efter en hök i nordisk mytologi.
Vederfølner bildades 2007 i Århus, som en ombildning av organisationen Dansk Front Ungdom, av aktivister inom huliganfirman Ultra White Pride.
Föreningens ordförande Lars Grønbæk Larsen har tidigare haft förtroendeuppdrag i Fremskridtspartiet och varit ordförande för De National-Liberale. I regionvalet 2009 kandiderade han för Frit Danmark i Region Syddanmark och fick 14 röster.
I folketingsvalet 2011 ställde Grønbæk Larsen, med stöd av 200 namnunderskrifter, upp som oberoende kandidat.
Lars Grønbæk Larsens far, Leif (död 2011) engagerade sig i att starta en lokalavdelning av Vederfølner på Fyn.